# 中屋敷法仁
中屋敷 法仁（なかやしき のりひと、1984年4月4日 - ）は、日本の演出家、脚本家、俳優。劇団「柿喰う客」代表。ゴーチ・ブラザーズ所属。
青森県十和田市出身。桜美林大学文学部総合文化学科演劇コース卒業。

## 人物・来歴
青森県立三本木高等学校時代から青森県の劇作家・畑澤聖悟に師事。高校3年時に「贋作マクベス」にて第49回全国高等学校演劇大会・最優秀創作脚本賞受賞。
その後、青山学院大学に入学。
青山学院大学2年時に「柿喰う客」を旗揚げし、全作品の脚本・演出を手がける。その後、桜美林大学で平田オリザのもとで学ぶ。
2013年に『無差別』で第57回岸田國士戯曲賞候補。2014年より日本劇団協議会・「日本の劇」戯曲賞の最終選考委員を務める。
2004年から2014年、20代の時マラソン出場を試みるも、断念。
2020年、コロナ禍により、自身の演出による熱海殺人事件が公演中止。自粛期間中に、野田彩子作の演劇漫画「ダブル」と出会う。
2023年4月、紀伊國屋劇場にて、舞台「
ダブル」の演出を担当。
近年では、サンリオピューロランドのショー演出を担当するなど、その活動を広げている。
2023年10月に水戸マラソン参加。
2023年、図書館でも買える戯曲、シェイクスピア全集と、アーサー・ミラー全集を購入。
いつか、自分自身の戯曲集を出すのが夢。 (2023年2月14日中屋敷法仁公式Xスペース発言より引用)
舞台装置には極力頼らず、その分役者を引き立たせる衣装や照明、音楽には強いこだわりを見せるのが特徴。
劇作家としては珍しく、ウェブ上で自分の作品を全編無料で公開しているのが特徴。
次世代の育成に積極的であり、特に、自身と関わりの深い、高校演劇に協力する姿勢をつらぬいており、高校生向けの演劇ワークショップを地方にて定期的に開催。
演劇の楽しみを子供たちに伝えるため、自身の劇団を率いて、地方にて、児童演劇の旅公演をおこなっている。
演出時の特徴として、ぬいぐるみを持ちながら演出する、と言う個性を持つ。
ピンクのぬいぐるみがお気に入りらしく、ピンクパンサーのぬいぐるみを高校生時代から愛用。
近年では、ヤドンのぬいぐるみを用いることもあるとの証言あり。

## 親族
実姉は宗教家・漫画家の天野和公。

## 脚本・演出・監督作

### 舞台
- 2004年 - 劇団「柿喰う客」全作品の脚本・構成・演出

外部作品
2003年
- 2003年 - 『贋作マクベス』脚本（※晩成書房「高校演劇Selection（2004上）」収録）

2008年
- 2008年 - 『あなたと私のやわらかな棘』演出
- 2008年 - 4×1h project『ひとさまにみせるもんじゃない』脚本
- 2008年5月 - 吉本興業・神保町花月『かあちゃん、スターになったよ』演出[9]

2009年
- 2009年1月 - 吉本興業・神保町花月『ほらね。〜彼女が使う魔法のコトバ〜』演出[10]
- 2009年 - 学習院女子大学舞台芸術部『闇の光』演出
- 2009年8月 - 吉本興業・神保町花月『限りなく灰色に近い光』演出[10]
- 2009年 - キレなかった14才♡りたーんず[11]『学芸会レーベル』作・演出
- 2009年 - 4×1h project 『月並なはなし』演出

2010年
- 2010年 - 王子小劇場地域発信プロジェクト『ダミーサークル』作・演出
- 2010年 - 日本語を読む『老花夜想』（作／太田省吾）演出

2011年
- 2011年 - 北京蝶々『パラリンピックレコード』（作／大塩哲史）演出
- 2011年 - 『戯伝写楽－その男、十郎兵衛－』シーラカンスプロデュース（作／中島かずき）演出
- 2011年 - 劇団うりんこ『アセリ教育』（演出／柴幸男）脚本

2012年
- 2012年8月 - パルコ・プロデュース『露出狂』[12]- 作・演出[13]

2013年
- 2013年1月 - ミュージカル『100万回生きたねこ』（演出／インバル・ピント、アブシャロム・ポラック）- 演出補・脚本（ほか2名との共作）
- 2013年1月 - 一人妄想ミュージカル『自決女』[14]- 作・歌詞・演出
- 2013年1月 - 『飛龍伝』（脚本／つかこうへい）- 演出[15][16][17]
- 2013年4月 - 『チョンガンネ〜おいしい人生お届けします〜』- 演出・訳詞・上演台本[18] [19]
- 2013年5月 - 『アトミック☆ストーム 明るい僕らの未来編』（脚本／佃典彦）- 演出[20]
- 2013年7月 - ENBUフェスタ2013中屋敷クラス卒業公演「昼下りの岸田」~「紙風船」「驟雨」「葉桜」「ぶらんこ」より~（脚本／岸田國士）- 構成・演出
- 2013年7月 - 戯曲リーディング『誤解』『正義の人びと』（原作／アルベール・カミュ）- 演出

2014年
- 2014年3月 - 演劇のミナト新潟演劇祭プロデュース公演『恋する世阿弥』 - 作・演出
- 2014年8月 -『一万年後も君は世界でいちばん美しい』（原作／三島由紀夫著『卒塔婆小町』）- 演出

2015年
- 2015年10月-11月 - 「朝彦と夜彦 1987」 - 演出[21]
- 2015年11-12月 - ハイパープロジェクション演劇『ハイキュー!!』 - 脚本[22]

2016年
- 2016年4月 - 舞台『黒子のバスケ』 - 脚本・演出[23]
- 2016年4-5月 - ハイパープロジェクション演劇『ハイキュー!!』”頂の景色” - 脚本
- 2016年7月 - 朗読劇『僕とあいつの関ヶ原』『俺とおまえの夏の陣』-演出[24]

2017年
- 2017年2月 - Dステ20th『柔道少年』 - 演出・上演台本[25]
- 2017年3月 - 日本の演劇人を育てるプロジェクト 「『日本の劇』戯曲賞2015『檸檬の島』」 - 演出[26]
- 2017年3月 - リーディングドラマ「ぼくらが非情の大河をくだる時－新宿薔薇戦争－」- 演出[27]
- 2017年3月-5月 - ハイパープロジェクション演劇『ハイキュー!!』"勝者と敗者" - 脚本[28]
- 2017年4月-5月 - 舞台『サクラパパオー』 - 演出[29]
- 2017年6月-7月 - 舞台『黒子のバスケ』OVER-DRIVE - 演出[30]
- 2017年12月-2018年2月 - 舞台「文豪ストレイドッグス」 - 演出[31]

2018年
- 2018年4月-5月 - 舞台『黒子のバスケ』IGNITE-ZONE - 演出[32]
- 2018年7月 - 「半神」 - 演出[33]
- 2018年9月-10月 - 舞台「文豪ストレイドッグス 黒の時代」 - 演出[34]
- 2018年10月 - 南郷アートプロジェクト『くじらむら』 - 脚本・演出[35]

2019年
- 2019年3月-4月 - ミュージカル「ふたり阿国」 - 脚本[36]
- 2019年4月-5月 - 舞台『黒子のバスケ』ULTIMATE-BLAZE - 演出[37]
- 2019年6月-7月 - 舞台「文豪ストレイドッグス 三社鼎立」 - 演出[38]
- 2019年7月 - 舞台『奇子』 - 脚本・演出[39]
- 2019年8月 - 朗読劇「朝彦と夜彦 1987」 - 演出[40]
- 2019年10月-11月 - 劇団4ドル50セント オムニバス公演 - 演出[41]
- 2019年12月 - 洗足学園音楽大学オリジナル 邦楽ミュージカル 第3弾「『三人娘☆恋仇討』時は幕末！ええじゃないか！恋の仇討ち、坂本龍馬をやっつけろ！」 - 脚本[42]
- 2019年12月 - 脳内クラッシュ演劇『DRAMAtical Murder』 - 演出[43]

2020年
- 2020年2月 - 日本の劇戯曲賞2018最優秀賞『酔鯨云々』 - 演出[44]
- 2020年3月 - 「つかこうへい演劇祭 ―没後10年に祈る― 第二弾『改竄・熱海殺人事件』」 - 演出[45]
- 2020年4月 - 舞台「タンブリング」 - 演出[46]※新型コロナウイルス感染拡大に伴い公演中止
- 2020年6月 - 劇団4ドル50セント OPENREC.tv公演「ときめきラビリンス」配信 - 脚本・演出[47]
- 2020年7月 - 「ひとりしばい」vol.4 橋本祥平『いまさらキスシーン』 - 脚本・演出[48]
- 2020年7月‐8月 - パルコ・プロデュース 舞台「トムとディックとハリー」 - 演出[49]
- 2020年9月 - 舞台「文豪ストレイドッグス 序」探偵社設立秘話・太宰治の入社試験 - 脚本・演出[50]
- 2020年9月‐10月 - shared TRUMPシリーズ 音楽朗読劇「黒世界 〜リリーの永遠記憶探訪記、或いは、終わりなき繭期にまつわる寥々たる考察について〜」「雨下の章」 - 脚本[51]
- 2020年10月 - 「ガラスの部屋のミューズ」 - 演出[52]
- 2020年11月 - うち劇「フランダースの負け犬」 - 脚本・演出[53]
- 2020年12月 - 朗読劇「朝彦と夜彦 1987」 - 演出[54]

2021年
- 2021年3月 - THERMOS Presents 生朗読劇「夢中さ、きみに。」 - 脚本・演出[55]
- 2021年4月 - 舞台「文豪ストレイドッグス DEAD APPLE」 - 演出[56]
- 2021年6月 - 舞台「タンブリング」 - 演出[57]
- 2021年6月 - 「『改竄・熱海殺人事件』モンテカルロ・イリュージョン〜復讐のアバンチュール〜」 - 演出[58]
- 2021年8月 - 「フォーティンブラス」 - 演出[59]
- 2021年9月 - 朗読舞踊劇 Tales of Love「お七－最初で最後の恋－」 - 演出[60]
- 2021年10月  - 洗足学園音楽大学ミュージカルコース本公演「COMPANY」 - 演出[61]
- 2021年10月 - 舞台「文豪ストレイドッグス 太宰、中也、十五歳」 - 脚本・演出[62]
- 2021年11月 - 洗足学園音楽大学邦楽ミュージカル「恋娘近松合戦！」 - 脚本[63]
- 2021年11月 - 12月 - 舞台『ワールドトリガー the Stage』- 脚本・演出[64]

2022年
- 2022年2月 - 「高野洸 FAN MEETING 2022～on the stage～」演劇パート - 演出[65]
- 2022年3月 - 「本能バースト演劇『sweet pool』」 - 演出[66]
- 2022年5月 - 演劇ドラフトグランプリ - チーム「ID Checkers」演出[67]
- 2022年6月 - 「フォーティンブラス」 - 演出[68][69]
- 2022年6月 - 7月 - 舞台「文豪ストレイドッグス STORM BRINGER」 - 脚本・演出[70][71]
- 2022年7月 - サンリオピューロランド「Nakayoku Connect」リアルライブショー - 脚本・演出[72]
- 2022年8月 - 舞台『ワールドトリガー the Stage』大規模侵攻編 - 脚本・演出[73][74]
- 2022年9月 - 朗読劇「アルバート家の令嬢は没落をご所望です」 - 演出[75]
- 2022年9月 - 朗読舞踊劇 Tales of Love「阿国-かぶく恋、夢の果て-」 - 演出[76]

2023年
- 2023年2月 ‐ 劇団「柿喰う客」×能楽×現代演劇『世阿弥のキス』 - 脚本・演出[77]
- 2023年3月 - 演劇集団円『ペリクリーズ』 - 演出[78]
- 2023年4月 - 舞台『ダブル』 - 演出[79]
- 2023年4月 - 5月「脳内クラッシュ演劇『DRAMAtical Murder』フラッシュバック」 - 演出[80]
- 2023年6月 - 舞台「文豪ストレイドッグス 共喰い」 - 脚本・演出 [81]
- 2023年6月 - 舞台『夜曲〜ノクターン〜』 - 演出[82]
- 2023年8月 - 舞台『ワールドトリガー the Stage』B級ランク戦開始編 - 脚本・演出[83]
- 2023年8月 - 演劇集団円 プラスワン企画『いまさらキスシーン』 - 脚本[84]
- 2023年11月 - ACMファミリーシアター『リトルセブンの冒険』 - 脚色・演出[85]
- 2023年12月 - 演劇ドラフトグランプリ2023 劇団『国士無双』 - 脚本・演出[86]
- 2023年12月 - 洗足学園音楽大学 創立100周年記念「Future!! 〜前田若尾物語〜」　‐ 脚本・作詞・演出[87]

2024年
- 2024年1月 - 朗読劇「朝彦と夜彦 1987」 - 演出[88]

- 2024年2月 - 獣愛ブースト音楽劇「Lamento -BEYOND THE VOID-」 - 演出[89]
- 2024年4月‐5月 ブロードウェイミュージカル『WHERE'S CHARLEY? チャーリーはどこだ!』 - 演出[90]
- 2024年7月 - 紀伊國屋ホール60周年記念公演『熱海殺人事件 モンテカルロ・イリュージョン』- 演出[91]
- 2024年10月-11月 - 舞台『ワールドトリガー the Stage』ガロプラ迎撃編 - 脚本・演出[92]
- 2024年11月 - ACMファミリーシアター『リトルセブンの冒険』(再演) - 脚色・演出[93]
- 2024年12月 - 演劇ドラフトグランプリ THE FINAL 劇団『SADAMEN』 - 脚本・演出[94]
- 2024年12月 - 『演劇【推しの子】2.5次元舞台編』- 脚本・演出・作詞[95]

2025年
- 2025年1月 ‐ 劇団「柿喰う客」×能楽×現代演劇『世阿弥のキス』 - 構成・演出[96]
- 2025年1月 - 「PSYCHO-PASS サイコパス 京都南座歌舞伎ノ舘×こえかぶ　朗読で楽しむ歌舞伎」 - 脚本・演出[97]
- 2025年2月 - 4月 - 七味まゆ味一人芝居『いきなりベッドシーン』ｰ 脚本・演出[98]
- 2025年4月 - 洗足学園音楽大学 創立100周年記念「Future!! 〜前田若尾物語〜」‐ 脚本・作詞・演出[99]
- 2025年4月 ｰ 5月 - 舞台『ワールドトリガー the Stage』B級ランク戦最終決戦編 - 脚本・演出[100]
- 2025年5月 - 糸川耀士郎 俳優10周年記念 1人音楽劇『夜啼鳥』- 脚本・演出[101]
- 2025年8月 - 激情バニッシュ演劇「咎狗の血」- 演出[102]
- 2025年8月-9月 - ハイパープロジェクション演劇「ハイキュー!!」中国ツアー - 脚本[103]
- 2025年10月 - 赤坂芸術祭2025『血は立ったまま眠っている』 - 演出[104]
- 2025年11月 - 劇団かなっく第1回公演 「変身」-  構成・演出[105]
- 2025年12月 - 舞台「幻想水滸伝-門の紋章戦争篇-」- 脚本・演出[106]
- 2025年12月 - 『熱海殺人事件 モンテカルロ・イリュージョン 2025』- 演出[107]

2026年
- 2026年1月-2月 - 舞台「鬼太郎誕生 ゲゲゲの謎」- 演出[108]

### テレビ
- テレビ東京『ケシカスくん』（アニメ脚本）（2012年）
- TBS ドラマストリーム『恋愛のすゝめ』- 脚本（2023‐2024年）[109]

### 映画
- 『水戸黄門Z』 ‐ 脚本[110]
- TOKYO青春映画祭『いまさらキスシーン』 - 原作[111]

### ラジオ
- NHK FMシアター「ゴリラの背中とアップルパイ」 - 脚本[112]

### ゲーム
- 任天堂『超回転 寿司ストライカー The Way of Sushido』（脚本）（2018年）[113]

### その他
- サンリオピューロランド「Nakayoku Connect」 - 作詞（2022年）[72]

- サンリオピューロランド「Makkuro Halloween Party」 - 作詞（2023年）[114]

## 出演

### 舞台
柿喰う客のほとんどの作品
- 柿喰う客「無差別」（2012年9月）
- 朗読劇「緋色の研究」銀河劇場（2012年9月25日）- ホームズ 役[115][116][117]
- 柿喰う客「発情ジュリアス・シーザー」青山円形劇場（2013年2月21日）- ポーシャ/ルーシリアス 役（急病人が出たための1日だけの代理出演[118]）
- 戯曲リーディング『誤解』『正義の人びと』（2013年7月、シアタートラム）
- 柿喰う客『世迷言』（2014年2月1日・2日、本多劇場）（乱痴気公演のみ出演）
- 柿喰う客『天邪鬼』（2015年9月‐10月、東京、兵庫、岐阜）
- 柿喰う客『御披楽喜』（2022年9月、本多劇場）
- 柿喰う客『禁猟区』（2022年12月、本多劇場）（体調不良者が出たため複数回代理出演）[119]
- 柿喰う客『殺文句』（2024年5月24日 - 6月2日、本多劇場）[120]
- 柿喰う客『超音波』（2025年9月、かなっくホール、ザ・スズナリ）（神奈川公演のみアンサンブル出演）[121]

### テレビ
- NHK Eテレ『Rの法則』（2016年11月10日放送）
- フジテレビ『アウト×デラックス』(2022年2月3日放送)[122]
- BS11『植田鳥越 口は〇〇のもとTV Season2』（2024年7月9日放送）

### ラジオ
- TBSラジオ『ZonE』(2021年4月17日)[123]
- TBSラジオ『アフター6ジャンクション』の特集コーナー「ビヨンド・ザ・カルチャー」にゲスト出演。(2021年10月12日放送)[124]

### その他
- オンライン・トークライブ『上方藝能、おもろいねんで！』第六回にゲスト出演。(2021年11月23日)[125]